# Chovanita
La chovanita és un mineral de la classe dels sulfurs. Rep el nom en honor del professor Martin Chovan (n. 1946), destacat mineralogista eslovac del departament de Mineralogia i Petrologia de la Universitat Comenius, a Bratislava (Eslovàquia).

## Característiques
La chovanita és una sulfosal de fórmula química Pb15-2xSb14+2xS36Ox (x ~ 0.2). Va ser aprovada com a espècie vàlida per l'Associació Mineralògica Internacional l'any 2009 sent publicada per primera vegada el 2012. Cristal·litza en el sistema monoclínic. La seva duresa a l'escala de Mohs és 3.
Segons la classificació de Nickel-Strunz, la chovanita pertany a «02.JB: Sulfosals de l'arquetip PbS, derivats de la galena, amb Pb» juntament amb els següents minerals: diaforita, cosalita, freieslebenita, marrita, cannizzarita, wittita, junoïta, neyita, nordströmita, nuffieldita, proudita, weibul·lita, felbertalita, rouxelita, angelaïta, cuproneyita, geocronita, jordanita, kirkiïta, tsugaruïta, pillaïta, zinkenita, scainiïta, pellouxita, aschamalmita, bursaïta, eskimoïta, fizelyita, gustavita, lil·lianita, ourayita, ramdohrita, roshchinita, schirmerita, treasurita, uchucchacuaïta, ustarasita, vikingita, xilingolita, heyrovskýita, andorita IV, gratonita, marrucciïta, vurroïta i arsenquatrandorita.
Els exemplars que van servir per a determinar l'espècie, el que es coneix com a material tipus, es troben conservats al departament d'enginyeria de materials i física de la Universitat de Salzburg, a Salzburg (Àustria), amb el número de catàleg 14995, i al departament de mineralogia i petrologia del Museu Nacional de Praga (República Txeca), amb el número de catàleg p1p 13/2009.

## Formació i jaciments
Va ser descoberta a la localitat de Dúbrava, dins el comtat de Liptovský Mikuláš, a la regió de Žilina (Eslovàquia). També ha estat descrita en altres localitats properes com Liptovské Kľačany i Partizánska Lupča, així com en altres indrets de la província de Lucca, a la Toscana (Itàlia).